# HMS Barham (04)
O HMS Barham foi um couraçado operado pela Marinha Real Britânica e a quarta embarcação da Classe Queen Elizabeth, depois do HMS Queen Elizabeth, HMS Warspite e HMS Valiant, e seguido pelo HMS Malaya. Sua construção começou em fevereiro de 1913 nos estaleiros da John Brown & Company em Clydebank e foi lançado ao mar em dezembro do ano seguinte, sendo comissionado na frota britânica em outubro de 1915. Era armado com uma bateria principal composta por oito canhões de 381 milímetros montados em quatro torres de artilharia duplas, tinha um deslocamento carregado de mais de trinta mil toneladas e alcançava uma velocidade máxima de 25 nós.
O Barham entrou em serviço no meio da Primeira Guerra Mundial e foi designado como parte da Grande Frota. Passou a maior parte do conflito realizando patrulhas e exercícios de rotina no Mar do Norte, só entrando em combate durante a Batalha da Jutlândia em meados de 1916. O couraçado depois serviu junto com as frotas do Atlântico, do Mediterrâneo e Doméstica pelo decorrer das décadas de 1920 e 1930, participando da supressão dos tumultos palestinos de 1929 e da revolta árabe de 1936–1939. O Barham passou por grandes renovações entre janeiro de 1931 e janeiro de 1934 que reformularam seu armamento antiaéreo, maquinários e equipamentos internos e blindagem de algumas áreas.
A Segunda Guerra Mundial começou em setembro de 1939 e o navio serviu no Mar Mediterrâneo junto com a Força M e depois com a Frota do Mediterrâneo. Ele participou da Batalha de Dacar em setembro de 1940, duelando com o couraçado francês Richelieu, e depois escoltou diversos comboios de suprimentos para Malta. Esteve presente na Batalha do Cabo Matapão em março de 1941, quando ajudou a afundar o cruzador pesado italiano Zara. O Barham acabou torpedeado pelo submarino alemão U-331 em 25 de novembro perto do litoral egípcio, emborcando e explodindo antes de afundar por completo. Seu naufrágio foi mantido em segredo pelo Almirantado Britânico até o final de janeiro de 1942.

## Características

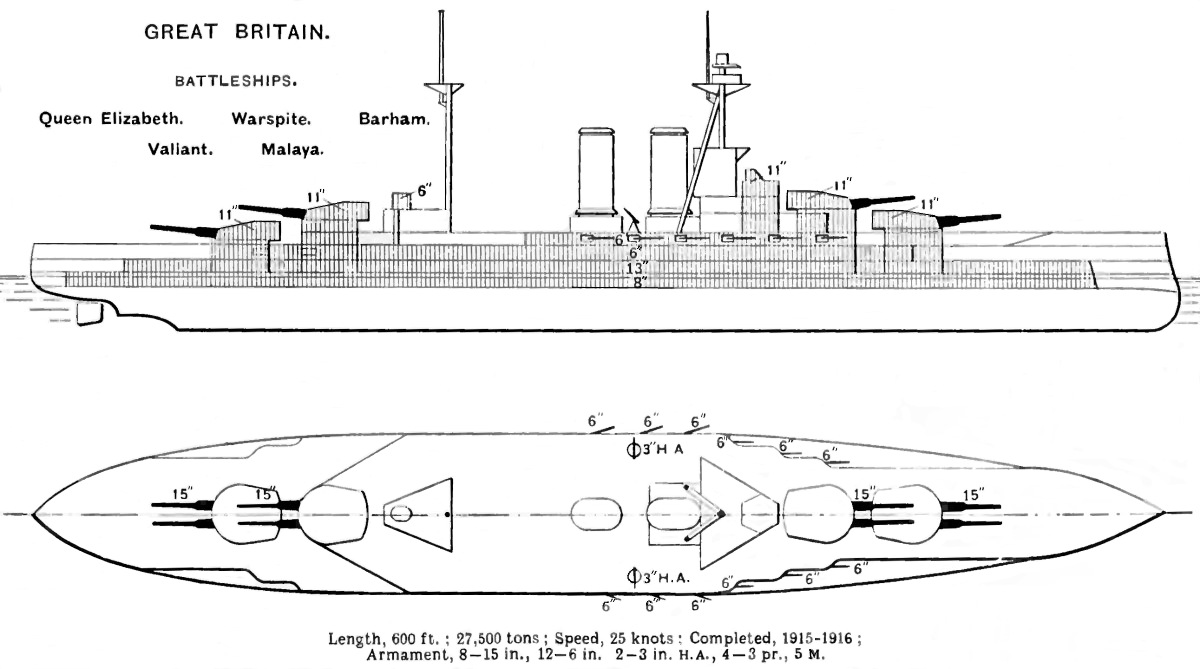
Desenho da Classe Queen Elizabeth

O Barham tinha 196,2 metros de comprimento de fora a fora, uma boca de 27,6 metros e um calado máximo de 10,1 metros. Tinha um deslocamento normal de 33 113 toneladas e um deslocamento carregado 33 794 toneladas. Seu sistema de propulsão era composto por 24 caldeiras Yarrow que alimentavam dois conjuntos de turbinas a vapor Brown-Curtis, cada um girando duas hélices. Tinha uma potência indicada de 76,2 mil cavalos-vapor para uma velocidade média de 25 nós (46 quilômetros por hora), porém durante seus testes marítimos alcançou apenas 23,91 nós (44,28 quilômetros por hora). Tinha uma autonomia de cinco mil milhas náuticas (9 260 quilômetros) a doze nós (22 quilômetros por hora). Sua tripulação em 1916 era de 1 016 oficiais e marinheiros.
O armamento principal consistia em oito canhões Marco I calibre 42 de 381 milímetros montados em quatro torres de artilharia duplas, duas sobrepostas à vante da superestrutura e duas sobreposta à ré. O armamento secundário tinha catorze canhões Marco XII calibre 45 de 152 milímetros, doze montados em casamatas nas laterais do navio à meia-nau e dois em montagens individuais no convés do castelo de proa à ré da segunda chaminé. O armamento antiaéreo era de dois canhões Marco I calibre 45 de 76 milímetros. Também tinha quatro tubos de torpedo submersos de 533 milímetros, dois em cada lateral. O cinturão principal de blindagem tinha 330 milímetros de espessura sobre as áreas vitais do navio. Os conveses blindados tinham espessuras que iam de 25 a 76 milímetros. As torres de artilharia tinham uma proteção de 279 a 330 milímetros, ficando em cima de barbetas de 178 a 254 milímetros. A torre de comando tinha laterais de 339 milímetros.

### Modificações
Uma camada adicional de 25 milímetros de aço de alta resistência foi adicionada no convés principal sobre os depósitos de munição depois da Batalha da Jutlândia. O navio foi equipado em 1918 com plataformas de hidroaviões no topo da segunda e terceira torres de artilharia, das quais aeronaves de reconhecimento poderiam ser lançadas. Essas plataformas foram removidas durante a reforma do início da década de 1930 e substituídas por uma catapulta dobrável no topo da terceira torre de artilharia, também recebendo um guindaste para recuperar os aviões do mar. Inicialmente operava um Fairey IIIF versão hidroavião até ser substituído por Fairey Swordfish em 1938.
Telêmetros de 9,1 metros substituíram os modelos menores da segunda e terceira torres de artilharia entre 1921 e 1922. As defesas antiaéreas foram aprimoradas quando os canhões de 76 milímetros foram substituídos por duas armas antiaéreas Marco V de 102 milímetros entre novembro de 1924 e janeiro de 1925, com mais dois canhões do mesmo tipo sendo adicionados entre outubro e novembro de 1925. Uma Posição de Controle de Ângulo Elevado temporária para controlar essas armas foi colocada acima da torre de controle de torpedos à ré. Essa posição foi substituída no início de 1928 por um telêmetro de torpedos quando uma posição permanente foi colocada no alto da gávea.
O Barham passou por uma grande reforma entre janeiro de 1931 e janeiro de 1934 ao custo de 424 mil libras esterlinas. Sua superestrutura de ré foi reconstruída e a torre de controle de torpedos e seu telêmetro foram removidos, assim como os conjuntos de tubos de torpedo de ré. A primeira chaminé foi fundida com a segunda com o objetivo de reduzir a interferência da fumaça na gávea. Um Sistema de Controle de Ângulo Elevado Marco I de controle de disparo foi colocado no topo da gávea e o mastro principal foi reconstruído como um mastro de tripé para aguentar o peso de um segundo Sistema de Controle de Ângulo Elevado. Duas montagens de oito canos de canhões antiaéreos Marco VIII "pom-pom" de 40 milímetros foram instaladas ao lado da chaminé e duas posições para seus diretórios de controle de disparo adicionadas em novas plataformas ao lado e abaixo da gávea. Além disso, duas montagens de metralhadoras antiaéreas Vickers de 12,7 milímetros foram colocadas nas laterais da torre de comando.
Os tetos das torres de artilharia foram reforçados com 127 milímetros e a blindagem adicional colocada após a Batalha da Jutlândia foi substituída por 102 milímetros de aço não cimentado Krupp, com o Barham se tornando o primeiro couraçado a receber esse tipo de proteção. Além disso, os dois canhões de ré de 152 milímetros foram removidos e suas casamatas fechadas por uma antepara de 38 milímetros. A proteção subaquática foi melhorada ela adição de protuberâncias antitorpedo. Estas foram projetadas para reduzir o efeito de detonações de torpedos e melhorar a estabilidade da embarcação, porém ao custo do aumento da boca em 4,3 metros para 31,7 metros, também diminuindo o calado para 9,9 metros. Isto aumentou sua altura metacêntrica para 2,1 metros em carga plena, enquanto o deslocamento carregado cresceu para 36 550 toneladas. O navio realizou testes marítimos em 20 de novembro de 1933 e sua velocidade máxima caiu para 22,5 nós (41,7 quilômetros por hora) a partir de 66 584 cavalos-vapor (48 959 quilowatts).
Alterações posteriores incluíram a substituição das armas antiaéreas em montagens individuais por montagens duplas do novo canhão Marco XVI de 102 milímetros, remoção dos tubos de torpedo de vante e telêmetro de ângulo elevado entre março e maio de 1938. A torre de controle de torpedos de ré foi substituída na mesma reforma por uma posição antiaérea. Um lançador de projéteis fixos de vinte canos foi instalado no teto da segunda torre de artilharia durante reparos realizados entre dezembro de 1939 e março de 1940, enquanto os dois Sistemas de Controle de Ângulo Elevado Marco I foram substituídos por modelos Marco III. A montagem de projéteis fixos foi substituída no ano seguinte por duas montagens quádruplas de metralhadoras Vickers, enquanto duas montagens de armas "pom-pom" foram coladas ao lado da torre de comando.

## Carreira
A Barham foi encomendado sob o Programa Naval de 1912 e seu contrato de construção foi firmado com a John Brown & Company. Foi nomeado em homenagem ao almirante lorde Charles Middleton, 1º Barão Barham. Seu batimento de quilha ocorreu em 24 de fevereiro de 1913 e foi lançado ao mar em 31 de dezembro de 1914. O custo total de construção foi de 2 470 113 libras. Foi finalizado para testes marítimos em 19 de agosto de 1915 e eles ocorreram até o final de setembro. Seu primeiro oficial comandante foi o capitão Arthur Craig Waller. O contra-almirante Hugh Evan-Thomas, o comandante da 5ª Esquadra de Batalha, fez do Barham sua capitânia em 1º de outubro.

### Primeira Guerra Mundial

#### Ações iniciais
O Barham se juntou aos navios da Grande Frota no dia seguinte na base de Scapa Flow e participou de uma operação de treinamento de frota ao oeste das Ilhas Órcades entre 2 e 5 de novembro. Foi acidentalmente abalroado por seu irmão HMS Warspite em 3 de dezembro durante outro exercício de treinamento. O navio inicialmente passou por reparos temporários em Scapa Flow e então foi para Cromarty Firth, onde passou por reparos permanentes em uma doca flutuante até o dia 23.
O Grande Frota zarpou para o Mar do Norte em 26 de fevereiro de 1916. O almirante sir John Jellicoe, o comandante da Grande Frota, tinha a intenção de usar os navios ligeiros da Força de Harwich para fazer uma varredura da Angra da Heligolândia, mas o clima ruim impediu operações no sul do Mar do Norte. Consequentemente, os navios ficaram confiados ao norte. Outra varredura começou em 6 de março, mas foi abandonada no dia seguinte porque o clima ficou muito ruim para os contratorpedeiros. A frota deixou Scapa Flow na noite de 25 de março para dar suporte aos cruzadores de batalha e outras forças que estavam atacando a base alemã de zepelins em Tondern. A Grande Frota aproximou-se da área no dia seguinte, mas nesta altura alemães e britânicos já tinham recuado e assim os navios voltaram para casa. A Grande Frota fez uma demonstração próxima do Recife de Horns em 21 de abril com o objetivo de distrair os alemães enquanto a Marinha Imperial Russa criava campos minados no Mar Báltico. As embarcações voltaram para Scapa Flow três dias depois e reabasteceram, em seguida foram para o sul em resposta a relatos de que os alemães iriam atacar Lowestoft. A 5ª Esquadra de Batalha procedeu para reforçar os cruzadores de batalha, mas chegaram depois dos alemães terem recuado. A frota fez outra demonstração no Recife de Horns entre 2 e 4 de maio. A 5ª Esquadra de Batalha foi colocada sob o comando de Beatty enquanto a 3ª Esquadra de Cruzadores de Batalha foi destacada para treinamentos de artilharia em Rosyth no dia seguinte.

#### Batalha da Jutlândia

Movimentos britânicos (azul) e alemães (vermelho) na Batalha da Jutlândia

A Frota de Alto-Mar alemã, em uma tentativa de atrair e destruir uma parte da Grande Frota, deixou a Angra de Jade na manhã de 31 de maio. A Marinha Real Britânica interceptou e decodificou as transmissões alemãs e o Almirantado ordenou que a Grande Frota zarpasse à noite em resposta. O Barham partiu às 22h08min do dia 30 e seguiu os cruzadores de batalha. Ao amanhecer a força, sob o comando do vice-almirante David Beatty, estava em formação de cruzeiro com a 5ª Esquadra de Batalha na retaguarda a cinco milhas náuticas (9,3 quilômetros) dos cruzadores de batalha. Eles viraram para o norte às 14h15min para se encontrarem com a Grande Frota e pouco depois o cruzador rápido HMS Galatea avistou fumaça no horizonte, indo investigar. Dez minutos depois informou que eram provavelmente dois cruzadores inimigos. Eram na verdade dois barcos torpedeiros alemães que tinham parado um navio dinamarquês. Beatty ordenou uma mudança de curso às 14h32min em resposta. O Barham não conseguiu ler os sinais e o oficial no comando no momento presumiu que era uma instrução para a esperada virada para a esquerda do zigue-zague, transmitindo isto para o resto da esquadra. Vários minutos passaram até ficar aparente que a esquadra não estava seguindo as instruções de Beatty, porém Evan-Thomas recusou-se a mudar de curso até receber instruções claras. Não se sabe quando exatamente Evan-Thomas mandou seus navios seguirem Beatty, mas o consenso é que foi aproximadamente sete minutos depois, o que aumentou a distância entre as formações para menos de dez milhas náuticas (dezenove quilômetros por hora).

##### Corrida para o Sul
Os cruzadores de batalha alemães do I Grupo de Reconhecimento avistaram os britânicos ao seu oeste às 15h20min, mas estes só avistaram os alemães ao seu leste dez minutos depois. Beatty ordenou uma mudança de curso para o leste-sudoeste às 15h32min, posicionando seus navios para cortar a rota de fuga inimiga. O contra-almirante Franz Hipper, o comandante do I Grupo de Reconhecimento, ordenou uma virada para estibordo para longe dos britânicos, assumindo um curso sul-leste, também reduzindo sua velocidade para dezoito nós (33 quilômetros por hora) a fim de permitir que três cruzadores rápidos o alcançassem. Com isto o I Grupo de Reconhecimento passou a navegar em direção da Frota de Alto-Mar, que estava a 97 quilômetros de distância. Beatty alterou seu curso para o leste, pois ainda estava muito ao norte para cortar o caminho dos alemães. Isto iniciou a fase da batalha posteriormente conhecida como "Corrida para o Sul", com Beatty alterando seu curso às 15h45min para sul-sudoeste e ficando paralelo à Hipper a uma distância de dezesseis quilômetros. Nesta altura a 5ª Esquadra de Batalha estava a 7,5 milhas náuticas (13,9 quilômetros) ao noroeste. Os alemães abriram fogo às 15h48min.
O Barham abriu fogo às 15h58min contra os cruzadores rápidos alemães, continuando a disparar até eles desaparecerem atrás de uma cortina de fumaça às 16h05min. Abriu fogo novamente três minutos depois, desta vez contra o cruzador de batalha SMS Von der Tann a uma distância de aproximadamente 21 quilômetros. Conseguiu um acerto às 16h09min na popa do navio inimigo logo abaixo da linha de flutuação, com o projétil acertando o cinturão e detonando no impacto. Esse acerto ocorreu na junção de várias placas de blindagem e elas foram empurradas para trás, destruindo parte o casco e permitindo que mais de mil toneladas de água entrassem no Von der Tann, inundando a popa e quase incapacitando os equipamentos de direção. O Barham em seguida recebeu ordens para disparar contra o cruzador de batalha SMS Moltke junto com seu irmão HMS Valiant. Os dois acertaram o inimigo quatro vezes entre às 16h16min e 16h26min, com apenas um desses acertos podendo ser atribuído ao Valiant. Dois projéteis detonaram ao acertarem o cinturão e penetraram, mas os impactos tiraram as placas do lugar e fragmentos danificaram a estrutura interna e permitiram inundações. O último projétil atravessou o Moltke sem detonar, deslocamento uma placa de blindagem de cem milímetros na linha de flutuação no lado oposto que também causou inundações. O Barham foi atingido duas vezes: o primeiro acerto foi um projétil de 283 milímetros do Von der Tann que acertou o cinturão principal e não causou danos, enquanto o segundo foi um projétil de 305 milímetros do cruzador de batalha SMS Lützow que detonou na superestrutura de ré. Os estilhaços deste acerto iniciaram um pequeno incêndio, mas nenhum dano maior.

##### Corrida para o Norte
O cruzador rápido HMS Southampton avistou a vanguarda da Frota de Alto-Mar navegando para o norte às 16h30min. Três minutos depois avistou os mastros dos couraçados alemães, mas o Southampton só foi relatar isso cinco minutos depois. Beatty continuou navegando para o sul por mais dois minutos para confirmar esse avistamento e então ordenou uma virada para o norte, seguindo em direção da Grande Frota. Este parte da batalha ficou conhecida como a "Corrida para o Norte". Essas ordens aplicavam-se apenas aos cruzadores de batalha e suas escoltas, com a 5ª Esquadra de Batalha continuando a navegar para o sul e passando por Beatty seguindo para o norte às 16h51min. Beatty ordenou que Evan-Thomas virasse seus navios três minutos depois e seguisse os cruzadores de batalha. Isto fez com que a 5ª Esquadra de Batalha ficasse 3,7 quilômetros mais próximos da Frota de Alto-Mar e dentro do alcance dos couraçados alemães da III Esquadra de Batalha, que abriu fogo enquanto os britânicos faziam sua virada.
A 5ª Esquadra de Batalha fez a virada para o norte colocando-se entre os cruzadores de batalha britânicos e os alemães, estes também tendo virado para o norte por volta das 16h48min. O Barham, enquanto fazia a virada, foi atingido por dois projéteis de 305 milímetros a partir das 16h58min provavelmente disparados pelo cruzador de batalha SMS Derfflinger. O primeiro acertou o convés superior e detonou ao acertar o convés principal acima do compartimento de armazenamento médico, que foi completamente destruído. A detonação abriu um buraco de 2,1 por 2,1 metros no convés principal, enviando fragmentos pelos conveses do meio e inferior e queimando a casamata do segundo canhão de 152 milímetros de estibordo. O segundo acerto ocorreu três minutos depois na superestrutura de ré, cortando os cabos da antena do principal transmissor sem fio. Um fragmento ricocheteou pelo convés superior e atravessou as placas laterais no lado oposto do navio. Um desses acertos destruiu a enfermaria, matando todos os seus tripulantes e pacientes, incluindo oito grumetes. O Barham disparou de volta às 17h02min e, junto com o Valiant, acertou três vezes o Lützow e o cruzador de batalha SMS Seydlitz entre às 17h06min e 17h13min. Entretanto, foi atingido mais duas vezes pelo Derfflinger, mas estes não causaram danos significativos. O acertou no Lützow causou a inundação de um depósito de munição de projéteis de 149 milímetros, enquanto os acertos no Seydlitz abriram um buraco de três por quatro metros na lateral da proa. Fragmentos deste acerto causaram inundações que espalharam-se por toda a proa, com a velocidade do navio fazendo com que a água entrasse diretamente pelo buraco. Outros fragmentos do segundo acerto causaram danos que fizeram a inundação se espalhar ainda mais. Estas acertos foram os responsáveis por enormes inundações que quase afundaram o Seydlitz após a batalha. O terceiro projétil detonou da parede de frente da torre de artilharia de estibordo, com alguns fragmentos entrando na torre e causando pequenos danos.
Enquanto isso, os cruzadores de batalha britânicos abriram mais para o oeste com o objetivo de aumentar a distância em relação aos alemães. Eles viraram para o leste às 17h45min para se posicionarem na vanguarda da Grande Frota e assim atacara novamente o I Grupo de Reconhecimento. Isto deixou a 5ª Esquadra de Batalha e seus cruzadores rápidos como os únicos alvos disponíveis para os alemães, porém a visibilidade cada vez pior prejudicou a artilharia dos dois lados. O Barham, o Valiant e o Warspite continuaram a disparar contra os cruzadores de batalha alemães até às 18h02min. Eles acertaram o Lützow, Derfflinger e Seydlitz três vezes cada a partir das 17h19min. O Lützow foi apenas levemente danificado, mas o Derfflinger foi atingido na proa, derrubando várias placas de blindagem e com fragmentos abrindo buracos que permitiram que duas mil toneladas de água entrassem. Um dos acertos também causou vários incêndios dentro do casco. Os acertos no Seydlitz abriram mais buracos que pioraram suas inundações.
Os cruzadores de batalha alemães viraram para o sul por volta das 18h05min para ficarem atrás de seus couraçados. A 5ª Esquadra de Batalha virou para o nordeste por volta das 18h06min e então fez uma lenta virada para o sudoeste assim que avistou a Grande Frota. Evan-Thomas avistou primeiro o couraçado HMS Marlborough, a capitânia da 6ª Divisão da 1ª Esquadra de Batalha, e achou que ele estava na vanguarda da Grande Frota enquanto esta entrava em linha de batalha. Ele percebeu às 18h17min que o Marlborough na verdade estava na retaguarda da formação e assim ordenou que seus navios virassem para o norte a fim de entrarem na linha à ré da Grande Frota. Isto demorou porque os couraçados precisaram reduzir suas velocidades para que não corressem o risco de ficarem na frente da 6ª Divisão e bloquearem seus disparos. A 5ª Esquadra de Batalha cessou fogo depois de virarem para o norte, mas o Barham disparou brevemente por alguns minutos depois entrar na formação, mas sem acertos.
O Barham disparou 337 projéteis de 381 milímetros e 25 de 152 milímetros. Acredita-se que ele e o Valiant acertaram entre si 23 ou 24 projéteis, fazendo dos dois os couraçados britânicos mais precisos da batalha. Foi atingido seis vezes, cinco projéteis de 305 milímetros e um de 283 milímetros, sofrendo 26 mortos e 46 feridos.

#### Outras ações

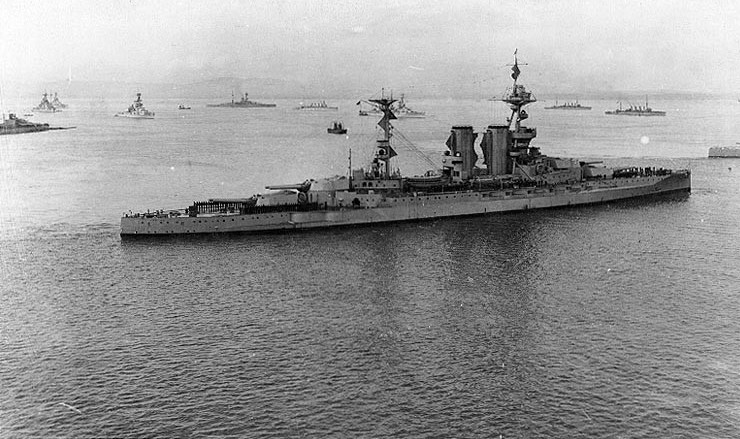
O Barham em Scapa Flow junto com outros navios da Grande Frota em 1917

O Barham ficou sob reparos até 5 de julho. A Grande Frota zarpou na noite de 18 de agosto em resposta a transmissões decodificadas que indicavam que a Frota de Alto-Mar zarparia naquela mesma noite. O objetivo alemão era bombardear a cidade de Sunderland no dia seguinte. Os dois lados receberam relatórios de inteligência conflitantes por todo o dia 19. Os britânicos, ao chegarem em um local onde esperavam encontrar os alemães, viraram para o norte acreditando erroneamente que tinham entrado em um campo minado. Os alemães viraram para o sul e depois sul-leste para perseguirem uma suposta esquadra de batalha inimiga que tinha sido avistada por um zepelim; essa força era na verdade os cruzadores rápidos e contratorpedeiros da Força de Harwich. Esta visualizou a Frota de Alto-Mar ao anoitecer, mas não conseguiu alcançar uma posição favorável para um ataque antes da escurecer totalmente. Os dois lados acabaram voltando para casa. Os britânicos perderam dois cruzadores torpedeados por submarinos, enquanto um couraçado alemão também foi torpedeado. Jellicoe emitiu uma ordem depois disso proibindo a frota a ir para o sul do Mar do Norte por causa dos riscos de submarinos e minas, exceto se as chances de derrotar a Frota de Alto-Mar decisivamente fossem favoráveis.
O Barham passou por uma manutenção em Cromarty entre fevereiro e março de 1917, enquanto em 22 de junho foi visitado pelo rei Jorge V em Invergordon. O navio passou por outro período de manutenção em Rosyth entre 7 e 23 de fevereiro de 1918, com o capitão Henry Buller assumindo o comando em 18 de abril. Este foi sucedido pelo capitão Richard Horne em 1º de outubro. O Barham estava presente em 21 de novembro quando a Frota de Alto-Mar se rendeu ao final da guerra.

### Entreguerras

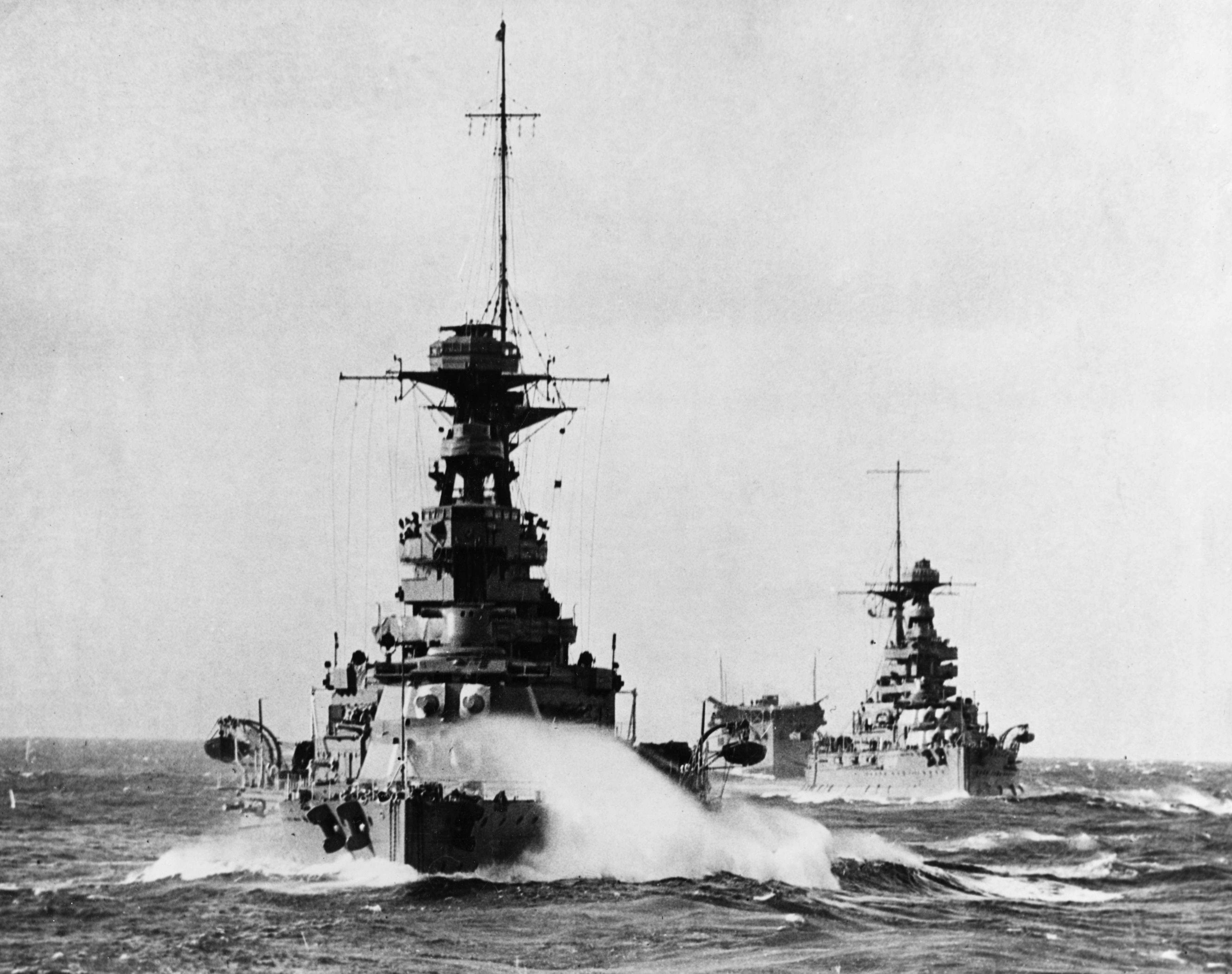
O Barham, Malaya e o porta-aviões no final da década de 1920

O Barham se tornou a capitânia da 1ª Esquadra de Batalha da Frota do Atlântico em abril de 1919, visitando no mesmo mês Cherbourg, na França, junto com o resto da esquadra. O capitão Robin Dalglish substituiu Horne em 1º de outubro de 1920. O navio manteve sua posição de capitânia quando a 1ª e 2ª Esquadras de Batalha foram fundidas em maio de 1921. O capitão Percy Noble assumiu o comando em 18 de outubro de 1922. O couraçado participou de uma revista naval em Spithead no dia 26 de julho de 1924, enquanto em 1º de novembro, agora sob o comando do capitão Richard Hill, novamente manteve sua posição de capitânia quando a 1ª Esquadra de Batalha foi dividida e a embarcação transferida para a Frota do Mediterrâneo. O capitão Francis Marten substituiu Hill em 14 de outubro de 1925, sendo por sua vez substituído pelo capitão Joseph Henley em 9 de março de 1926. O Barham e seu irmão HMS Malaya foram enviados em maio de 1927 para Alexandria, no Egito, por conta de agitações locais. Já em dezembro, agora sob o capitão Hubert Monroe, iniciou um cruzeiro pela África Ocidental junto com o couraçado HMS Ramillies que furou até fevereiro de 1928. Passou por manutenção no Estaleiro Real de Portsmouth entre fevereiro e julho. Em seguida voltou para o Mar Mediterrâneo, tornando-se novamente como capitânia da 1ª Esquadra de Batalha em setembro depois do Warspite ter voltado para casa passar por reparos após um encalhe. O capitão James Somerville substituiu Monroe em 1º de dezembro e foi substituído pelo capitão John C. Hamilton em 16 de março de 1929. O Barham foi substituído como capitânia em junho pelo couraçado HMS Revenge, sendo enviado em agosto para a Palestina onde sua tripulação ajudou a subjugar tumultos em Haifa e a operar uma ferrovia. O navio foi transferido em novembro de 1929 para a 2ª Esquadra de Batalha da Frota do Atlântico, visitando Trondheim, na Noruega, em meados de 1930 junto com o Malaya, disparando uma salva em celebração ao nascimento da princesa Ragenhilda em 9 de junho.
O Barham passou por uma grande reforma entre janeiro de 1931 e janeiro de 1934. Essas mudanças foram relativamente pequenas quando comparadas com seus irmãos Warspite, Valiant e HMS Queen Elizabeth, que foram praticamente reconstruídos com novas superestruturas e maquinários na segunda metade da década de 1930. O couraçado, agora sob o comando do capitão Richard Scott, foi designado para a Frota Doméstica como a capitânia da 2ª Esquadra de Batalha, sendo enviado para o Caribe entre janeiro e fevereiro de 1935 para realizar treinamentos. Participou em 16 de julho de uma revista de frota em Spithead em celebração do jubileu de prata do rei Jorge V, já no final de agosto foi transferido de volta para a Frota do Mediterrâneo. O capitão Norman Wodehouse substituiu Scott na mesma época. O navio parou brevemente em Haifa em maio de 1936 no início de uma revolta árabe na Palestina. Pouco depois foi enviado para Gibraltar, onde permaneceu por vários meses devido ao início da Guerra Civil Espanhola.
O couraçado atuou como a capitânia da 1ª Esquadra de Batalha entre novembro de 1936 a maio de 1937 e participou em 19 de maio de outra revista naval em Spithead, desta vez em celebração à coroação do rei Jorge VI. Tornou-se em 9 de junho a capitânia da Frota do Mediterrâneo, função que manteve até ser substituído pelo Warspite em 8 de fevereiro de 1938. O capitão Henry Horan tinha assumido o comando em 28 de julho de 1937, mantendo o posto até ser substituído em 22 de abril de 1938 pelo capitão Algernon Willis. O Barham retomou a função de capitânia da 1ª Esquadra de Batalha em fevereiro de 1938 enquanto passava por uma manutenção em Portsmouth que durou até maio. O comando passou para o capitão Thomas Walker em 31 de janeiro de 1939, enquanto em julho o navio foi visitado pelo rei Jorge II da Grécia em Corfu.

### Segunda Guerra Mundial

#### Primeiras ações
O Barham permaneceu parte da Frota do Mediterrâneo quando a Segunda Guerra Mundial começou no início de setembro de 1939. Foi destacado em 1º de dezembro e deixou a Alexandria, sendo designado ainda no mesmo dia para integrar a Frota Doméstica. O navio acidentalmente abalroou o contratorpedeiro HMS Duchess em 12 de dezembro no meio de uma neblina a catorze quilômetros de Mull of Kintyre, na Escócia. O Duchess emborcou e afundou, com 124 tripulantes morrendo.

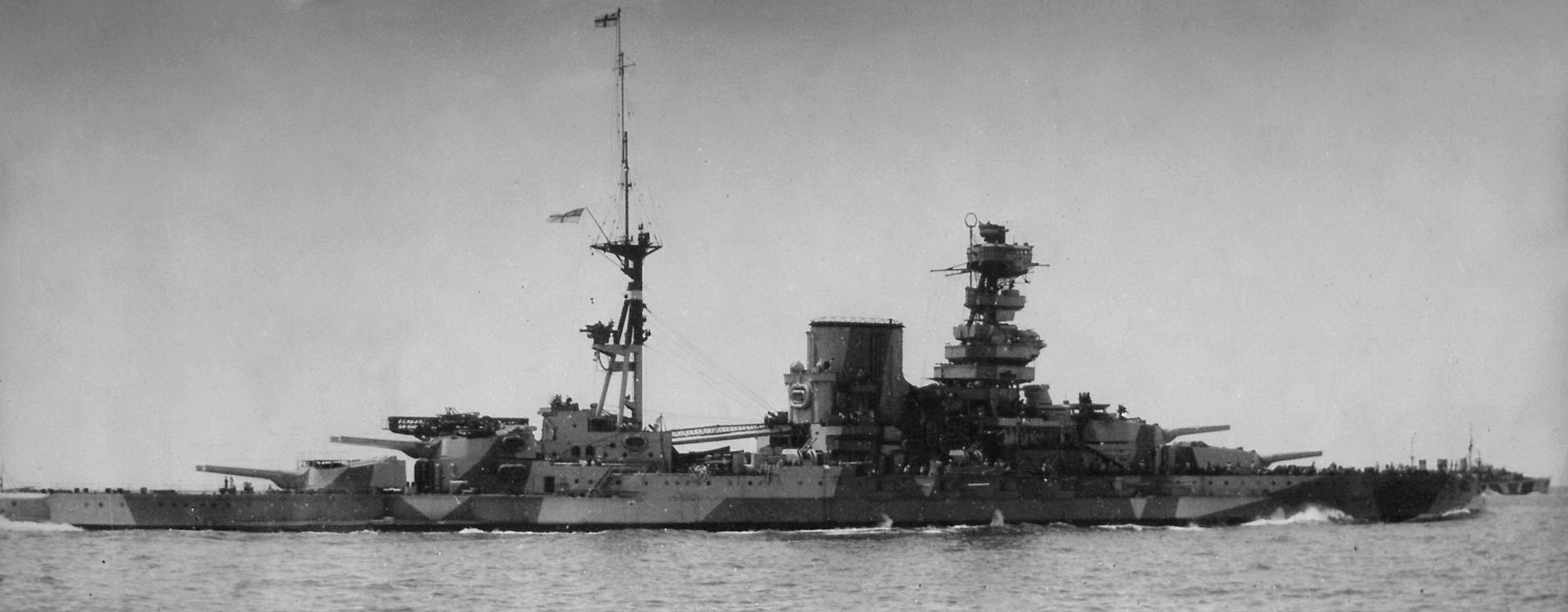
O Barham no Mediterrâneo

O couraçado, o cruzador de batalha HMS Repulse e cinco contratorpedeiros estavam patrulhando o Butt of Lewis em 28 de dezembro contra quaisquer possíveis tentativas de navios alemães de tentarem entrar no Oceano Atlântico. Foram avistados pelo submarino alemão U-30, que lançou quatro torpedos contra o Barham e o Respulse. O couraçado foi atingido por um torpedo a bombordo, adjacente ao depósito de munição entre as duas primeiras torres de artilharia. A protuberância antitorpedo foi essencialmente destruída, com quatro tripulantes morrendo e dois ficando feridos. A maioria dos compartimentos próximos foi inundada e o navio adernou em sete graus, mas isto foi corrigido transferindo combustível para estibordo. A velocidade inicialmente caiu para dez nós (dezenove quilômetros por hora), mas uma hora e meia depois aumentou para dezesseis nós (trinta quilômetros por hora) e ele continuou navegando por conta própria. Foi para Birkenhead e ficou sob reparos na Cammell Laird até abril de 1940.
O capitão Geoffrey Cooke assumiu o comando em 25 de março. O Barham foi destacado e designado para a nova Força M em 28 de agosto em preparação para a Operação Ameaça, um planejado ataque e invasão de Dacar, na África Ocidental Francesa. Deixou Scapa Flow no mesmo dia escoltado por quatro contratorpedeiros, encontrando-se com o comboio de tropas no caminho para Gibraltar, onde chegaram em 2 de setembro. Se tornou a capitânia do vice-almirante John Cunningham. Foi reforçado pelo couraçado HMS Resolution e o porta-aviões HMS Ark Royal da Força H, deixando Gibraltar e chegando quatro dias depois em Freetown, em Serra Leoa.

#### Batalha de Dacar
A Força M zarpou em 21 de setembro e chegou em Dacar dois dias depois. Emissários foram capturados ou afugentados pelas forças da França de Vichy, assim Cunningham ordenou o ataque. Os canhões de 152 milímetros do Barham foram os primeiros a disparar e atacaram o submarino Persée na superfície. Eles reivindicaram pelo menos um acerto, com o submarino sendo afundado por dois contratorpedeiros e um cruzador rápido. Os canhões principais atacaram o porto e o couraçado Richelieu. A visibilidade ruim prejudicou a artilharia e nenhum dano significativo foi infligido no porto, enquanto o Richelieu não foi atingido. O bombardeio foi interrompido depois de vinte minutos.

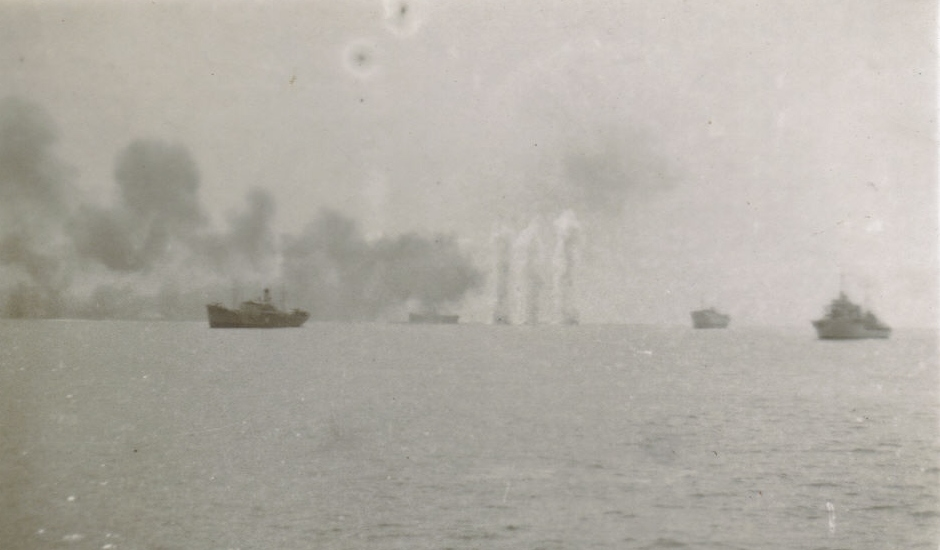
Navios franceses sob fogo britânico no ataque de 24 de setembro

Um ultimato de rendição terminou na manhã do dia 24, assim os couraçados abriraram fogo novamente às 9h30min. O Richelieu foi atingido por um único estilhaço antes do bombardeio terminar às 10h07min, porém conseguiu acertar o Barham com um projétil de 155 milímetros que abriu um buraco de 1,2 metro de diâmetro na protuberância antitorpedo. O contratorpedeiro francês Le Hardi deixou seu porto ao meio-dia para resgatar um piloto britânico na água, mas foi atacado às 12h53min pelos couraçados a uma distância de onze quilômetros. O navio não foi atingido, mas foi forçado a recuar atrás de uma cortina de fumaça. Os couraçados britânicos passaram a atacar o porto e o Richelieu. Incendiaram vários navios mercantes, mas novamente não conseguiram acertar o couraçado francês a uma distância de 15,5 quilômetros antes de cessarem fogo às 13h20min. O Barham foi atingido por um projétil de 240 milímetros da baterias costeira que atravessou a superestrutura e detonou sem causar muitos danos e sem deixar feridos. Outro projétil, de 240 milímetros ou um 380 milímetros do Richelieu, detonou na água à meia-nau na altura da chaminé. A onda de choque entornou a protuberância por um comprimento de 2,1 metros e água lentamente entrou a bordo.
Os comandantes Aliados realizaram uma conferência a bordo do Barham mais tarde no mesmo dia e resolveram continuar com o ataque. O Richelieu foi o primeiro navio a abrir fogo às 9h04min de 25 de setembro a uma distância de aproximadamente 22 quilômetros. O submarino francês Bévéziers lançou quatro torpedos a uma distância de 2,5 quilômetros enquanto os couraçados britânicos estavam manobrando para suas posições de ataque. O Barham desviou de um, mas o Resolution foi atingido por um à meia-nau que causou um grande adernamento, fazendo-o sair da linha. O Barham abriu fogo contra o Richelieu a uma distância de dezenove quilômetros e acertou um projétil de 152 milímetros às 9h15min. Este destruiu completamente o refeitório francês e entortou o convés blindado em uma profundidade de oito centímetros, mas não houve baixas. Os danos ao Resolution fizeram a Operação Ameaça ser abandonada e o Barham rebocou o outro couraçado de volta para Freetown. Em seguida escoltou um comboio para Gibraltar, chegando em 15 de outubro, onde seus danos foram concertados. Foi brevemente designado para a Força H antes de ser transferido em novembro para a Frota do Mediterrâneo.

#### Mediterrâneo
O Barham, dois cruzadores e três contratorpedeiros foram pouco depois designados para a Força F como parte da Operação Casaco, parte de complexas movimentações no Mediterrâneo. A Força F foi encarregada de transportar tropas para Malta. O couraçado embarcou seiscentos soldados e deixou Gibraltar em 7 de novembro sob escolta da Força H, se encontrando com o corpo principal da Frota do Mediterrâneo três dias depois, desembarcando sua carga no mesmo dia. O Barham foi transferido para 1ª Esquadra de Batalha e destacado junto com o Malaya para reabastecer em Creta, chegando em Alexandria em 14 de novembro. Os dois couraçados mais o porta-aviões HMS Eagle deram cobertura para forças de um comboio no final do mês na Operação Colar. Em dezembro o Barham se tornou a capitânia da 1ª Esquadra de Batalha.

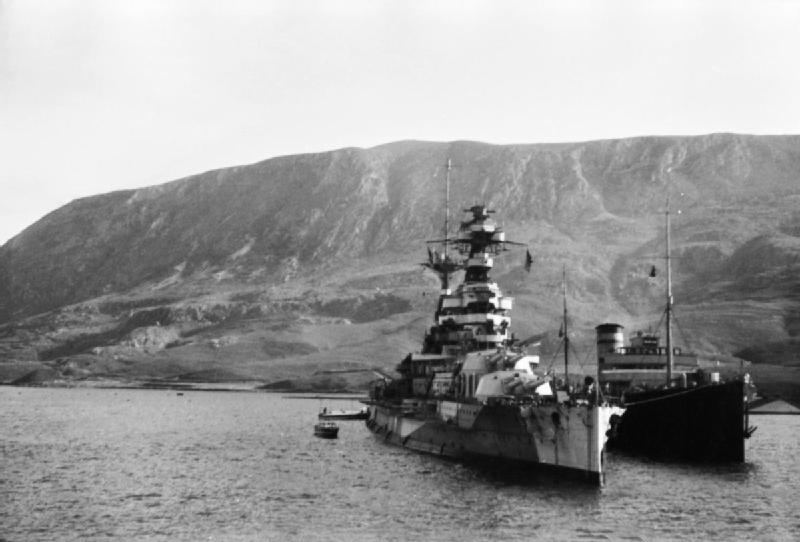
O Barham reabastecendo de um navio-tanque em Creta em fevereiro de 1941

O navio bombardeou Bardia na Líbia em 3 de janeiro de 1941 junto com o Warspite e Valiant. A Marinha Real Italiana enviou em 26 de março uma frota para tentar interceptar um comboio britânico que estava navegando para a Grécia. Os britânicos tinham recentemente decifrado os códigos italianos e zarparam na noite do dia 27 para interceptá-los. Os italianos foram avistados na manhã seguinte por aeronaves do porta-aviões HMS Formidable, iniciando a Batalha do Cabo Matapão. Ataques aéreos dos torpedeiros do Formidable danificaram o couraçado Vittorio Veneto e incapacitaram o cruzador pesado Pola. O almirante de esquadra Angelo Iachino ordenou depois do anoitecer que dois cruzadores pesados ajudassem o Pola. Italianos e britânicos alcançaram o navio incapacitado praticamente ao mesmo tempo, porém os italianos não tinham ideia de que os britânicos também estavam ali. Por outro lado, os britânicos sabiam da localização exata de seus inimigos por meio de seus radares. Eles abriram fogo a queima-roupa e o Barham danificou o contratorpedeiro Alfredo Oriani e então juntou-se ao Warspite e Valiant para afundar o cruzador pesado Zara.
O couraçado, junto com o Warspite e Valiant, escoltou o cargueiro MV Breconshire de Alexandria para Malta em meados de abril. Depois disso os três couraçados bombardearam Trípoli na tarde de 20 de abril. Escoltou um comboio de Alexandria para Malta entre 6 e 12 de maio durante a Operação Tigre. O Barham e o Queen Elizabeth escoltaram o Formidable enquanto suas aeronaves atacavam um campo de pouso italiano em Scarpanto ao amanhecer de 26 de maio. No dia seguinte deu cobertura para a evacuação de Creta e foi atacado por bombardeiros alemães Junkers Ju 88 e Heinkel He 111. Uma bomba de 250 quilogramas acertou sua quarta torre de artilharia e iniciou um incêndio dentro que demorou vinte minutos para ser apagado. Um quase acerto rasgou sua protuberância de bombordo em uma área de 6,1 por 4,9 metros e causou um adernamento de 1,5 grau, mas este foi rapidamente corrigido transferindo óleo combustível para estibordo. Sofreu seis mortos e cinco feridos nesses ataques. O Barham chegou em Alexandria no mesmo dia, mas era muito grande para a doca flutuante no local. O navio então atravessou o Canal de Suez e foi para Mombaça, no Quênia, onde seus danos foram inspecionados. Foi determinado que era piores do que o esperado e o couraçado precisou passar por reparos em Durban, na África do Sul, pois ele não estava apto a fazer uma viagem transatlântica para o Reino Unido ou Estados Unidos a fim de passar pelos reparos. Os trabalhos terminaram em 20 de julho e o Barham voltou para Alexandria em agosto, onde retomou sua posição de capitânia da 1ª Esquadra de Batalha.

#### Naufrágio
O Barham, Queen Elizabeth, Valiant e oito contratorpedeiros deixaram Alexandria na tarde de 24 de novembro para dar cobertura à 7ª e 15ª Esquadras de Cruzadores enquanto caçavam comboios italianos. O submarino alemão U-331 detectou os sons dos motores britânicos na manhã seguinte e moveu-se para interceptá-los. Por volta da tarde a 1ª Esquadra de Batalha e o U-331 estavam em rumos recíprocos. Um operador de ASDIC a bordo do contratorpedeiro HMS Jervis detectou o submarino às 16h18min e estimou sua distância em 820 a 1 010 metros, mas o contato foi descartado pois seu ângulo subtendido era de quarenta a sessenta graus, muito maior do que um submarino. Desta forma o U-331 conseguiu passar escondido pela escolta para lançar seus torpedos. O Queen Elizabeth, o navio na vanguarda, tinha acabado de passar e o Barham estava vindo logo à ré. Todos os quatro tubos de torpedo da proa do submarino foram lançados a uma distância de apenas 375 metros às 16h25min. A torre de comando do submarino emergiu na superfície, possivelmente por causa do lançamento dos torpedos e por sua proximidade da onda de proa do Valiant, com a embarcação sendo atacada pelos canhões "pom-pom" a uma distância de aproximadamente trinta metros, mas não foi atingido. O U-331 mergulhou descontroladamente até uma profundidade de 265 metros, bem abaixo de sua profundidade projetada de 150 metros, em seguida estabilizando-se. Ele não foi atacado pelos contratorpedeiros e chegou em segurança em um porto em 3 de dezembro. O U-331 não soube dos resultados do ataque além do fato de ter acertado um couraçado da Classe Queen Elizabeth com pelo menos um torpedo.

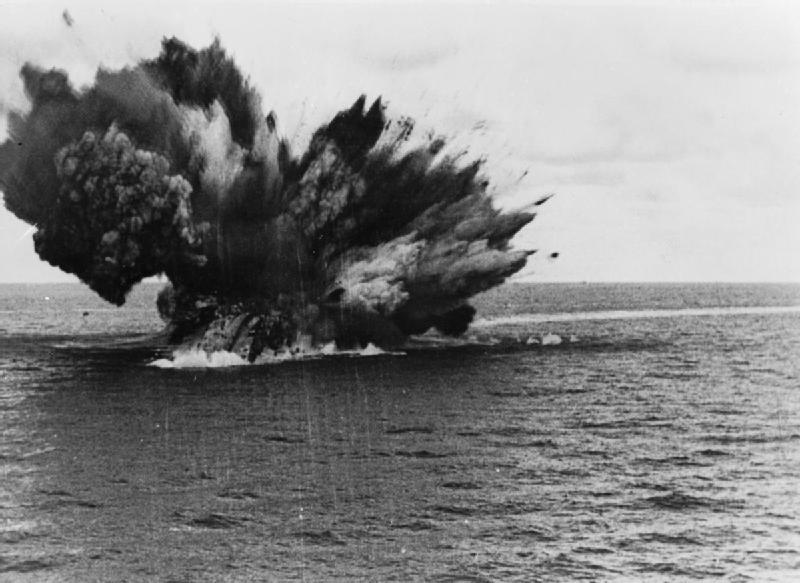
A explosão do Barham

Não houve tempo para o Barham desviar e três torpedos atingiram à meia-nau tão próximos uns dos outros que houve apenas uma única enorme coluna de água. O navio rapidamente emborcou para bombordo e estava de lado na água quando, quatro minutos após os impactos, houve uma enorme explosão em um de seus depósitos de munição. O couraçado afundou logo em seguida. Um inquérito sobre o naufrágio afirmou que a explosão se deu por conta de um incêndio no depósito de munição de 152 milímetros ao lado de um depósito de 381 milímetros, tendo se espalhado e detonado todo o conteúdo do depósito principal. Houve 862 mortos por causa da velocidade com que o navio afundou, incluindo dois homens que morreram de seus ferimentos depois de terem sido resgatados. O contratorpedeiro HMS Hotspur resgatado 337 sobreviventes, incluindo o vice-almirante Henry Pridham-Wippell e os dois que morreram depois, enquanto o contratorpedeiro australiano HMAS Nizam resgatou 150 homens. O capitão Geoffrey Cooke afundou com o Barham. O naufrágio e explosão foram filmados pelo cinegrafista John Turner da Pathé News a bordo do Valiant.
O Almirantado, com o objetivo de esconder o naufrágio dos alemães e proteger a moral do público britânico, censurou todas as notícias sobre a perda do Barham. O Departamento de Guerra começou a notificar os parentes próximos dos mortos apenas após várias semanas, mas as cartas de notificação incluíam um aviso especial para que o naufrágio não fosse discutido com ninguém além de parentes próximos, afirmando que era "essencial que a informação sobre o evento que levou à perda da vida do seu marido não chegue ao inimigo até que seja anunciada oficialmente..." Rádios alemãs noticiaram várias vezes o afundamento, com o Almirantado finalmente anunciando oficialmente a perda do couraçado em 27 de janeiro de 1942 e explicando a decisão de manter segredo afirmando que "era importante tomar certas disposições antes que a perda do navio fosse tornada pública" já que os alemães inicialmente não sabiam do naufrágio.
Foi só depois que o Almirantado revelou a perda do Barham que o tenente de mar Hans-Diedrich von Tiesenhausen, o oficial comandante do U-331, soube que tinha afundado o navio. Ele foi condecorado com a Cruz de Cavaleiro da Cruz de Ferro naquele mesmo dia. Há um banco memorial para os mortos do Barham em Weymouth.